# Империя (провинция)
Импе́рия (итал. Provincia di Imperia, лиг. Provinsa de Imperia, окс. Província d'Impèria) — провинция в Италии, в регионе Лигурия. Расположена на побережье Лигурийского моря, граничит с запада с Францией, с востока и севера — с итальянскими провинциями Савона и Кунео. Центр провинции, город Империя, расположен в 203 км к югу от Турина и 117 км к западу от Генуи. Воздушное сообщение — через аэропорты Турина и Ниццы. Неофициальное название провинции — итал. Riviera dei Fiori — «Цветочная Ривьера» — указывает на культурное и экономическое единство с французской Ривьерой, а также на развитое цветоводство с центрами в Санремо и Вентимилья.

## География
Предгорья Приморских Альп на границе с Францией достигают вершин 2000 м. Отдельные хребты спускаются с севера к морю, создавая чересполосицу холмов и узких равнин. Большинство рек, текущих в этих равнинах — сезонные; только река Ройа течёт круглый год.
Городское население сосредоточено преимущественно в узкой прибрежной полосе, по которой проходят магистральные железная и автомобильная дороги Ницца-Генуя (А10, Autostrada dei Fiori, входит в состав Е80)— проходящие параллельно древнеримской Via Aurelia; сама же Via Aurelia — современное второстепенное шоссе SS1. В XXI веке продолжается процесс роста населения в прибрежных городах при сокращении населения в горной части провинции.
Крупнейшие города провинции:
- Санремо, 57 000 жителей, древнеримская Villa Matutiana.
- Империя, 40 440 жителей, создан в 1923 объединением городов Онелья и Порто-Маурицио, основанного в XIII веке.
- Вентимилья, 25 151 житель, античный Albium Intemelium, известный с IV века до н. э.
- Бордигера, 10 647 жителей, известна с IV века до н. э.

## Праистория
Древнейшие поселения Лигурии — стоянка кроманьонцев в пещерах Бальци Росси близ Вентимильи. Возрастом 24 тыс. л. н. датируется граветтская женщина из грота Кавильон, найденная в скалах Бальци-Росси вблизи французского города Ментон, чью голову украшала шапочка из оленьих зубов и раковин. Её погребение было обнаружено в 1872 году (комплекс пещер). Скелет лежал на левом боку, руки были прижаты к лицу, ноги подогнуты в коленях. Могилу покрывала красная охра. На черепе археологи нашли остатки убора из морских ракушек и зубов благородного оленя. На стене пещеры, прямо над могилой, была выгравирована лошадь. Рост женщины составлял до 1,9 м, возраст — около 37 лет. У неё был заживший перелом левой лучевой кости и травма правой плечевой кости. Первоначально её считали мужчиной, а скелет называли «ментонский человек» (комплекс пещер Бальци Росси также известен как пещеры Ментона). В 2016 году, изучив строение таза, учёные определили, что это женский скелет.

## История
Исторические лигурийцы вышли на сцену в I тысячелетии до н. э.; численность прибрежных племён к началу Пунических войн (III век до н. э.) оценивается в 200 000 человек. Во время первой Пунической войны лигурийцы разделились — часть их поддерживала Карфаген, часть — римлян. За падением Карфагена (146 год до н. э.) последовала быстрая колонизация лигурийского побережья, завершившаяся при Августе.
В раннем средневековье лигурийское побережье неоднократно переходило из рук в руки — им владели византийцы, с 641 года ломбардцы, с 774 года франки. В XI веке всё северное побережье Средиземного моря стало добычей пиратов — сарацин и норманнов, и только в X веке, с ослаблением пиратов, на побережье возникли три княжества, из которых вскоре на первое место вышла Генуя. Генуэзцы контролировали регион до 1396 года, когда дож Адорно уступил правление королю Франции. В XV—XVI веке Лигурия принадлежала попеременно то французам, то миланцам. В 1528 Андреа Дориа, благодаря союзу с Испанией, сбросил французское господство, но в 1684 французский флот вновь вынудил генуэзцев сдаться; вторжение французов привело к ответным военным действиям Пьемонта и Австрии. Восстание 1746 года восстановило независимость Генуи.
Наполеон в ходе Итальянской кампании 1796 года учредил Лигурийскую республику, однако в 1805 году предпочёл полностью аннексировать Лигурию. С 1814 года ею владело Сардинское королевство. Вместе с Сардинским королевством Империя в составе Лигурии вошла в состав объединённой Италии (см. Рисорджименто).
Среди рождённых на земле Империи:
- Джованни Кассини, астроном
- Джулио Натта, химик, нобелевский лауреат 1963 года
- Марио Бава, кинорежиссёр
- Лучано Берио, композитор

## Экономика
Основные отрасли экономики:
- Туризм
- Цветоводство c международным рынком цветов в Санремо
- Выращивание оливы с центром в Вентимилье